# Гийемо, Жозеф
Жозеф Гийемо (фр. Joseph Guillemot; 1 октября 1899, Ле-Дорат, Верхняя Вьенна —  9 марта 1975, Орадур-Сен-Генест, Верхняя Вьенна) — французский легкоатлет, который специализировался в беге на длинные дистанции. Олимпийский чемпион 1920 года в беге на 5000 метров с личным рекордом 14.55,60 и серебряный призёр в беге на 10 000 метров с результатом 31:51.
Он обладал уникальными данными, его сердце находилось с правой стороны. Во время Первой мировой войны он сильно повредил лёгкие горчичным газом, но тем не менее они обладали большой жизненной ёмкостью. На Олимпиаде 1920 года в беге на 5000 метров он выиграл 4 секунды у легендарного Пааво Нурми. Через 3 дня он бежал дистанцию 10 000 метров. Накануне старта его обувь украли, и он был вынужден бежать в ботинках на 2 размера больше, а желудочные колики не позволили ему выступить в полную силу. В финальном забеге он проиграл Пааво Нурми всего 1,4 секунды. Также на Олимпиаде он выступил в кроссе, но не смог закончить дистанцию. За годы карьеры три раза выиграл чемпионат Франции по кроссу и четыре раза становился национальным чемпионом в беге на 5000 метров.
Не смог выступить на Олимпийских играх 1924 года из-за разногласия с союзом спортсменов Франции.